# Alex Kidd in the Enchanted Castle
Alex Kidd in the Enchanted Castle (アレックスキッド 天空魔城 Arekkusu Kiddo Tenkū Majō?) är ett sidscrollande plattformsspel utvecklat och utgivet av Sega till konsolen Mega Drive. Spelet släpptes i Japan i februari 1989 och i Europa i november 1990. Det är det enda 16-bitars-plattformsspelet som Alex Kidd medverkar i, och det femte spelet i spelserien.
Alex Kidd in the Enchanted Castle handlar om Alex som kämpar sig genom den fiktiva planeten Paperock i sökandet efter sin sedan länge försvunne far, King Thor. Alex har tillgång till flera föremål och fordon som hjälper honom att slutföra sin resa, inklusive en motorcykel, pedicopter (en pedaldriven helikopter) och en hoppstylta, som alla ger honom unika förmågor. Under färden genom de elva världarna måste Alex besegra flera motståndare i ”sten-sax-påse” innan han kan finna King Thor.

## Handling
Alex lever på planeten Aries, som kontrolleras av hans bror, King Igul. Efter att ha hört rykten om att hans sedan länge försvunne far, King Thor, fortfarande är vid liv på planeten Paperock, beger sig Alex dit för att hitta honom.

## Spelupplägg
Spelaren kontrollerar Alex genom elva banor genom att fajtas och undvika fiender och hinder. Alex kan hoppa, sparka, krypa eller slå fiender, vilket får dem att explodera och bli till guldmynt, kallade Baums. Nya föremål och fordon erhålls genom att spela Janken (sten-sax-påse) i spelhus, däribland Sukopako-motorcykeln, pedicoptern, en hoppstylta och en trollkarlsstav som gör det möjligt för Alex att sväva i luften i några sekunder. Ett slag från en fiende innebär att Alex omedelbart dör.
I den japanska originalutgåvan av spelet försvinner förlorarens kläder, antingen Alex eller motståndarens, efter en omgång av sten-sax-påse, vilket gör honom eller henne naken med ett fikonlöv över hans eller hennes genitalier. I versionerna i väst plattas förloraren till av en tung vikt. Flera nivåer fick också andra namn till utgåvan i väst.

## Mottagande
Spelet har fått blandade recensioner av samtida publikationer, med ett betyg på 47,57% från Gamerankings. Lucas M. Thomas, som recenserade spelet för IGN, gav spelet en poäng på 4,5/10, och kritiserade dess ”flytande spelkontroll” och sten-sax-påse-bossfajterna, och klagade på att ”Det hela är väldigt slumpmässigt, och det är inte kul alls”. Han kommenterade också att ”Du kommer förstå varför SEGA lade ner [Alex Kidd]”. Frank Provo på Gamespot hade liknande problem med spelet, och kritiserade också kontrollerna och sade att ”Alex glider runt som om hans fötter är täckta med olja”. Provo ogillade också spelets nivådesign, och kallade den ”alldaglig” och att ”spelets 11 banor är korta vänster-till-höger-remsor pepprade med samma stenar, träd, delar som går att ta sönder och generiska fiender.” Han gav Enchanted Castle 3,8/10 i betyg. Eurogamers Dan Whitehead gav spelet en poäng på 4/10, och gillade inte spelets ”förfärliga upplägg när det kom till att upptäcka kollision” och ”barnsliga prestation”. Som Thomas var han inte nöjd med spelets sten-sax-påse-sektioner, och uttryckte att ”vinst orsakas av ren tur, du kommer sitta där … hoppas på att lagen om genomsnittlighet innebär att du eventuellt kommer välja rätt alternativ och undkomma från detta Groundhog Day-helvete i spelväg.

## Eftermäle
Alex Kidd in the Enchanted Castle har ingått i en mängd av olika Mega Drive-spelsamlingar till nyare plattformar. Spelet är en del av Sega Mega Drive Collection till Playstation 2 och Playstation Portable och släpptes också till Wiis Virtual Console den 9 april 2007 i Nordamerika och den 4 maj samma år i Europa. Spelet fanns senare med i Sega Mega Drive Ultimate Collection till Xbox 360 och Playstation 3. Enchanted Castle är också  inkluderat i den andra volymen av Sega Mega Drive Classic Collection till PC, liksom i boxen med alla volymer, Sega Mega Drive Classic Collection: Gold Edition. Spelet är också tillgängligt som en enskild enhet släppt av Radica, och till Sega Mega Drive Handheld, en portabel spelkonsol, som innehåller 20 speltitlar. Det har också givits ut till Microsoft Windows  på Steam, individuellt och som en del av Sega Genesis Classics Pack 2.